# Dendrophthora peruviana
Dendrophthora peruviana är en sandelträdsväxtart som beskrevs av Kuijt. Dendrophthora peruviana ingår i släktet Dendrophthora och familjen sandelträdsväxter. Inga underarter finns listade i Catalogue of Life.